# Hyophila nymaniana
Hyophila nymaniana är en bladmossart som beskrevs av Paul Julius Menzel 1992. Hyophila nymaniana ingår i släktet Hyophila och familjen Pottiaceae. Inga underarter finns listade i Catalogue of Life.